# Walking After You
«Walking After You» es un sencillo lanzado en 1998 para la banda sonora de The X-Files: Fight the Future. La versión fue grabada por los Foo Fighters específicamente para esta película, y aparece en su álbum The Colour and the Shape. Aunque la canción aparece incluida en los créditos, no figura el nombre en la película. Se considera un sencillo oficial de Foo Fighters quienes interpretaron de nuevo la canción durante su álbum acústico "Skin And Bones", que salió a la venta en CD y DVD.

## Diferentes versiones
La versión original fue creada en diciembre de 1996 e interpretada por Dave Grohl en los estudios WGNS de Washington, D.C, durante la grabación de The colour and the Shape. Su productor es Gil Norton.
La versión para la película fue grabada por toda la banda, incluidos los recién llegados Taylor Hawkins y Franz Stahl.
Fue grabada a fines de 1998 en los estudios de Ocean Way en Hollywood, y producida por uno de los integrantes de Talking Heads, Jerry Harrison.
La nueva versión añadía a la instrumentación una parte en piano por Harrison, y un mayor empleo de la batería y la guitarra que en la original.

## Vídeo
El vídeo muestra a Grohl interactuando con una mujer (la actriz española Arly Jover) en una institución. Ambos tratan de comunicarse a través de un vidrio. Algunas de las partes están grabadas con estilo retro.
Fue dirigido por el fotógrafo Matthew Rolston, quien también hizo vídeos para Janet Jackson, Madonna, y Lenny Kravitz.
Dave Grohl, el único integrante de la banda que participó en el vídeo, dijo en forma de broma que le resultó "embarazoso".
Rolston admitió que "no sabía que es lo que estaba haciendo", ya que al principio quería que el vídeo tuviera relación con la película The X-Files: Fight the Future, y logró algo muy diferente.

## Posicionamiento en listas
| Listas (1998)                         | Mejor posición |
| ------------------------------------- | -------------- |
| Australia (ARIA)                      | 67             |
| Nueva Zelanda (Recorded Music NZ)     | 48             |
| Reino Unido (Official Charts Company) | 20             |
| Estados Unidos (Adult Top 40)         | 35             |
| Estados Unidos (Alternative Airplay)  | 12             |